# Nikiá
Nikiá (grec moderne : Νικιά) est une localité située dans le dème de Nísyros, dans le district régional de Kos, dans la périphérie d'Égée-Méridionale, en Grèce.
Selon le recensement de 2021, elle compte 40 habitants.